# Ernst Dubois
Ernst Dubois (* 23. Januar 1900 in Essen; † 16. Februar 1957) war ein deutscher Profiboxer, Gründer und erster Präsident des Bundes Deutscher Berufsboxer (BDB).
Dubois kam durch seinen älteren Bruder Fritz mit dem Boxsport in Berührung. Im Alter von 20 Jahren gründete er in Essen eine Boxschule. Dubois boxte, trat aber auch bei Boxwettkämpfen als sportlicher Leiter auf. 1925 beendete er seine aktive Boxerlaufbahn und arbeitete anschließend in den Benelux-Ländern als Trainer und Sportlehrer. Von 1927 bis 1933 arbeitete er in Brasilien in der deutschen Kolonie in São Paulo, wo sein Bruder Fritz 1931 tödlich verunglückte. Den Zweiten Weltkrieg erlebte er als Soldat, den er als Soldat mitmachte. In Anschluss engagierte er sich wieder für die Essener Boxszene. Er organisierte Boxwettkämpfe im Schlosspark Borbeck und war maßgeblicher Initiator des Bau der Sportarena EBD-Arena.
Ernst Dubois ist Namensgeber der Dubois-Arena im Schlosspark in Essen-Borbeck.